# Alexandre Casati
Pour les articles homonymes, voir Casati.
Ne doit pas être confondu avec Alessandro Casati.
Alexandre Casati, né le 10 janvier 1806 à Milan et mort le 6 octobre 1846 à Saint-Maurice, est un peintre, dessinateur et lithographe français.

## Biographie
Charles Alexandre Joseph Ange Casati est le fils de César Casati, négociant, et de Joséphine Solari.
Né Français selon les décrets impériaux établis par Napoléon Ier, et de parents italiens, il arrive très jeune à Paris.
En 1829, il épouse Élisabeth Éléonore Joséphine Beck (1805-1882).
Élève de Charles Nicolas Lafond, puis d'Eugène Lepoittevin, il expose au Salon de 1831 à 1844.
Peintre de marine à ses débuts et peintre de genre, il réalise également plusieurs dessins, publiés dans La France maritime et La Caricature.
Il retourne dans son pays natal de 1838 à 1843 et propose au Salon de 1844 des scènes de liesses populaires, d'Italie et de Sicile, où se mêlent différents personnages.
Il meurt à Saint-Maurice à l'âge de 40 ans.

## Œuvres exposées aux Salons parisiens
- Marines, d'après nature, au Salon de 1831
- Côtes de Normandie, au Salon de 1831
- La rivière de Touques, près Trouville, au Salon de 1833
- Une marine, au Salon de 1833
- La côte de Trouville, au Salon de 1833
- Le passager d'Honfleur, au Salon de 1833
- Une barque de pêcheur, au Salon de 1833
- Une marine, au Salon de 1834
- Le retour de la pêche, au Salon de 1834
- Maison de pêcheurs, au Salon de 1834
- Portrait de M. Alphonse B., au Salon de 1834
- Un brick marchand, au Salon de 1834
- Un vaisseau de guerre, au Salon de 1834
- Une autre marine, au Salon de 1834
- Le retour de la pêche, au Salon de 1835
- Le brick de guerre, au Salon de 1835
- Bords d'une rivière, au Salon de 1836
- Départ pour la pêche, au Salon de 1836
- La vente du poisson, au Salon de 1836[6].
- Le départ pour la ville, au Salon de 1836
- Maisons de pêcheurs, au Salon de 1836
- Marée basse, au Salon de 1836
- Marée basse ; effet de soleil, au Salon de 1836
- La pêche en pleine mer, au Salon de 1837
- Les petits pêcheurs, au Salon de 1837
- Pêcheurs raccommodant des filets, au Salon de 1837
- Une marée basse, au Salon de 1837
- Scène de naufrage, au Salon de 1838
- Vue prise à Ischia (royaume de Naples), au Salon de 1844
- La fête de Piedigrotta, à Naples, au Salon de 1844
- La fête de sainte Rosalie, à Palerme, au Salon de 1844

Œuvres d'Alexandre Casati
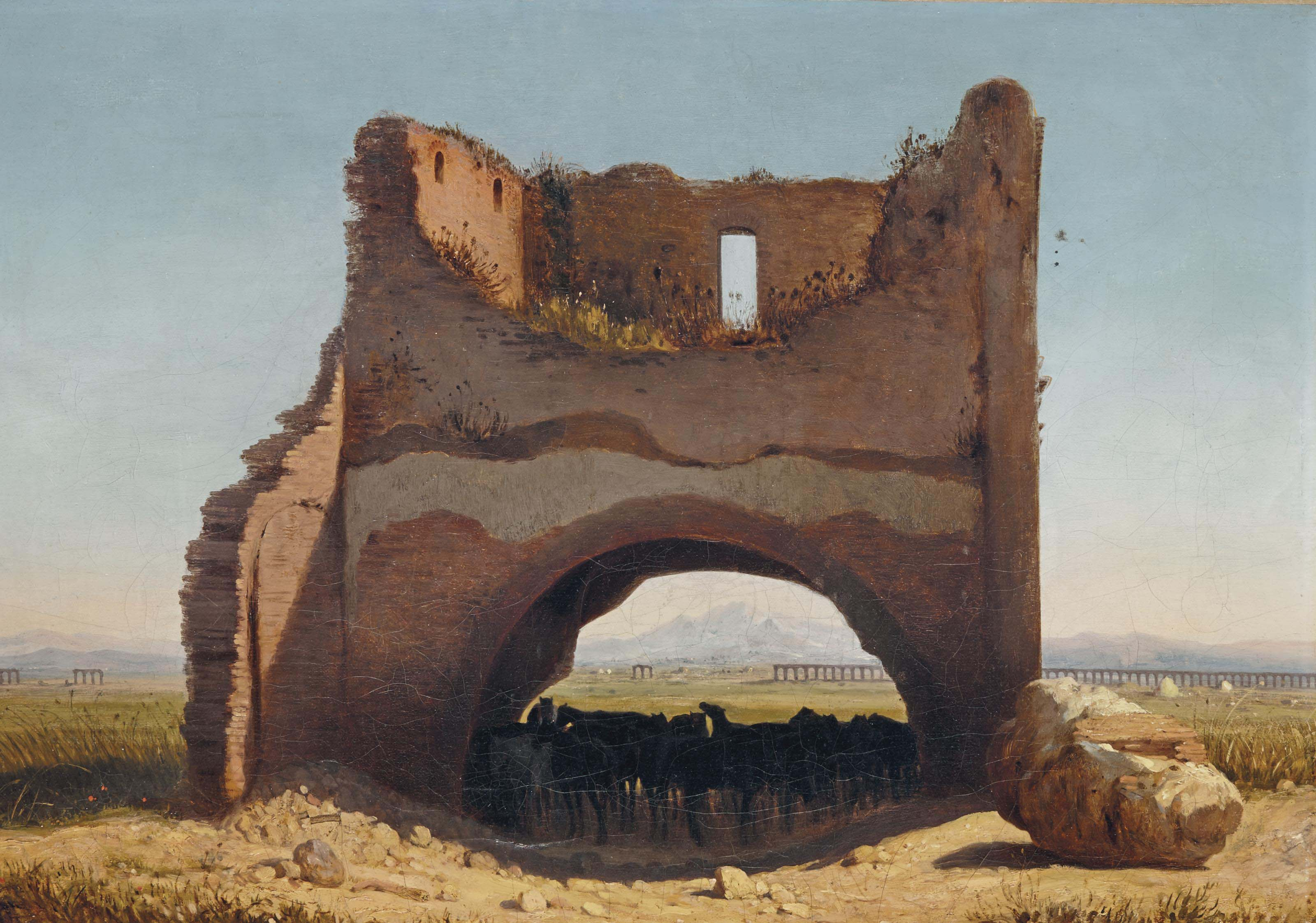
Chevaux à l'ombre d'une arche en ruine.
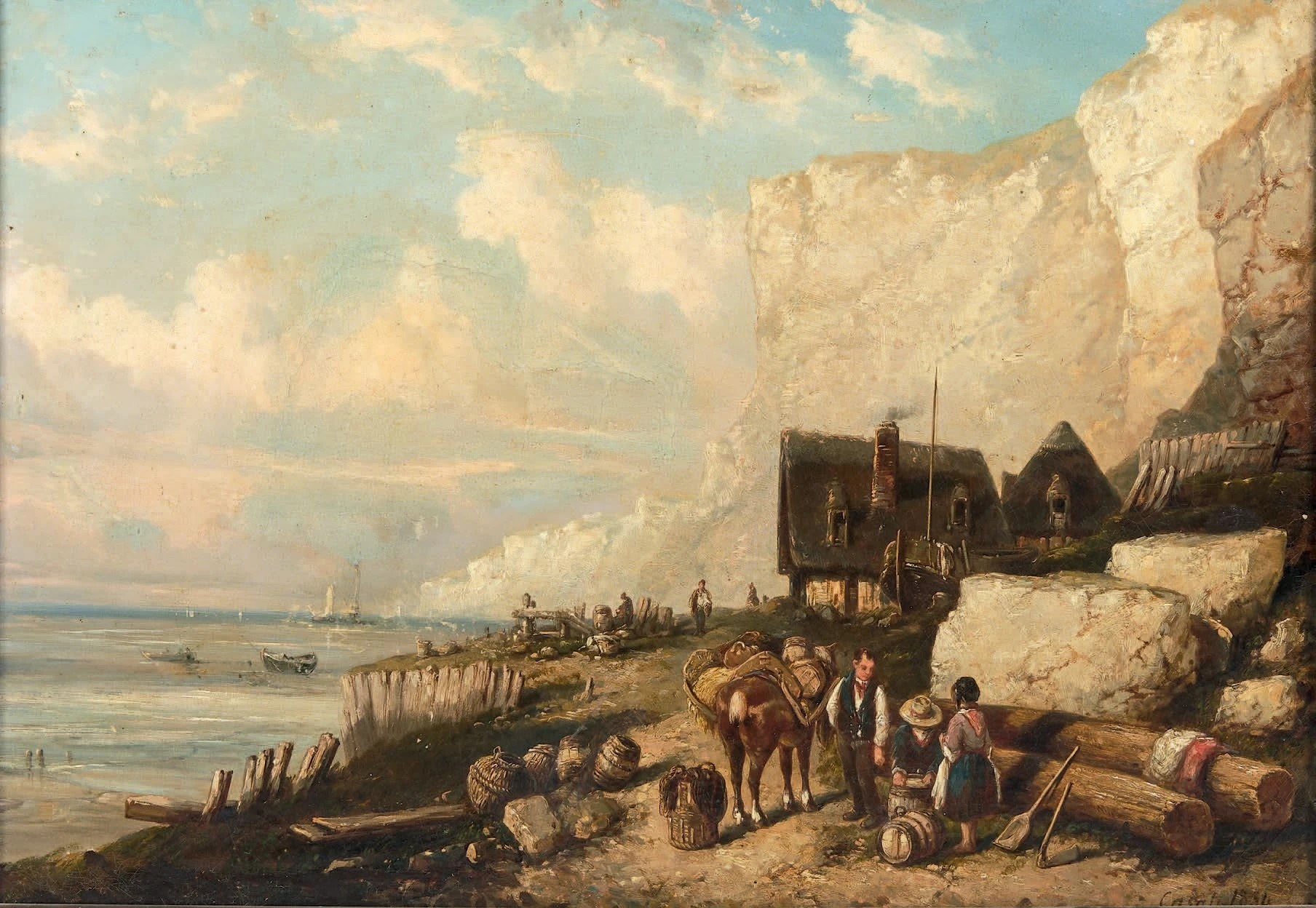
Colporteurs dans un petit port sur fond de falaise.
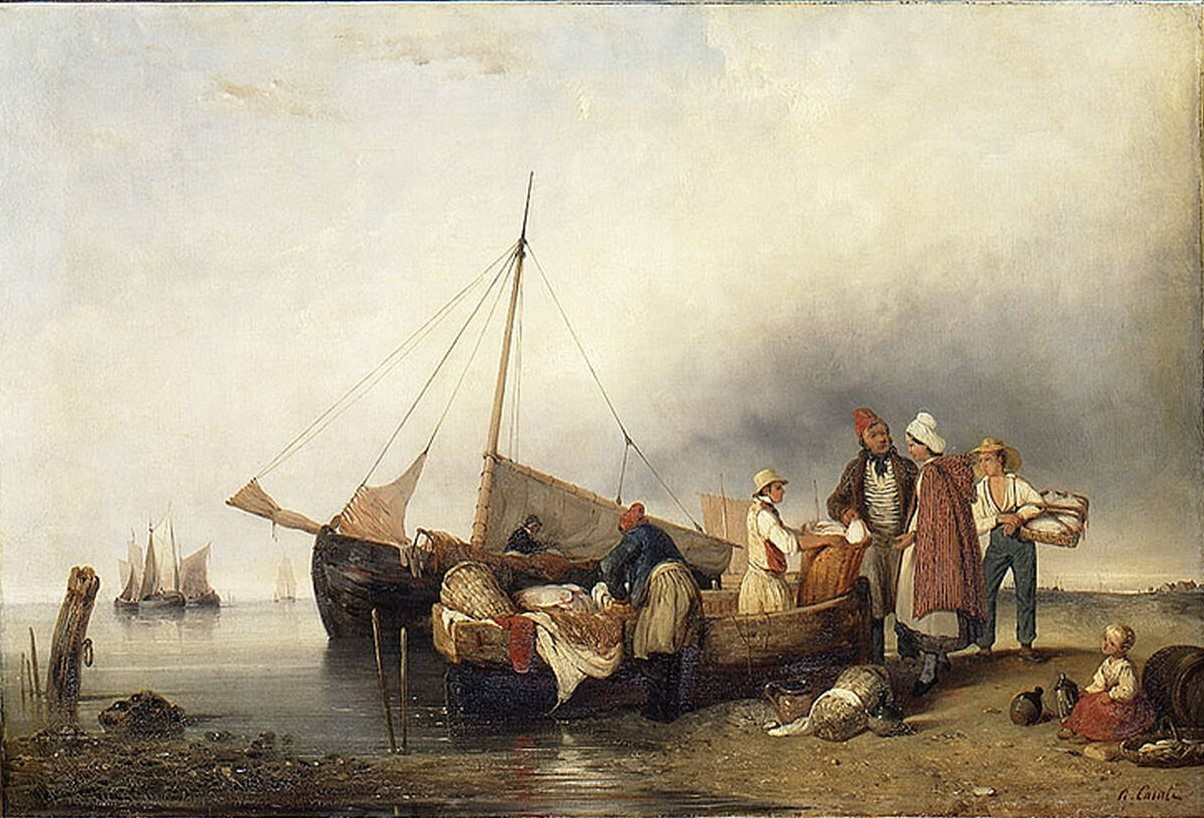
La Vente du poisson.
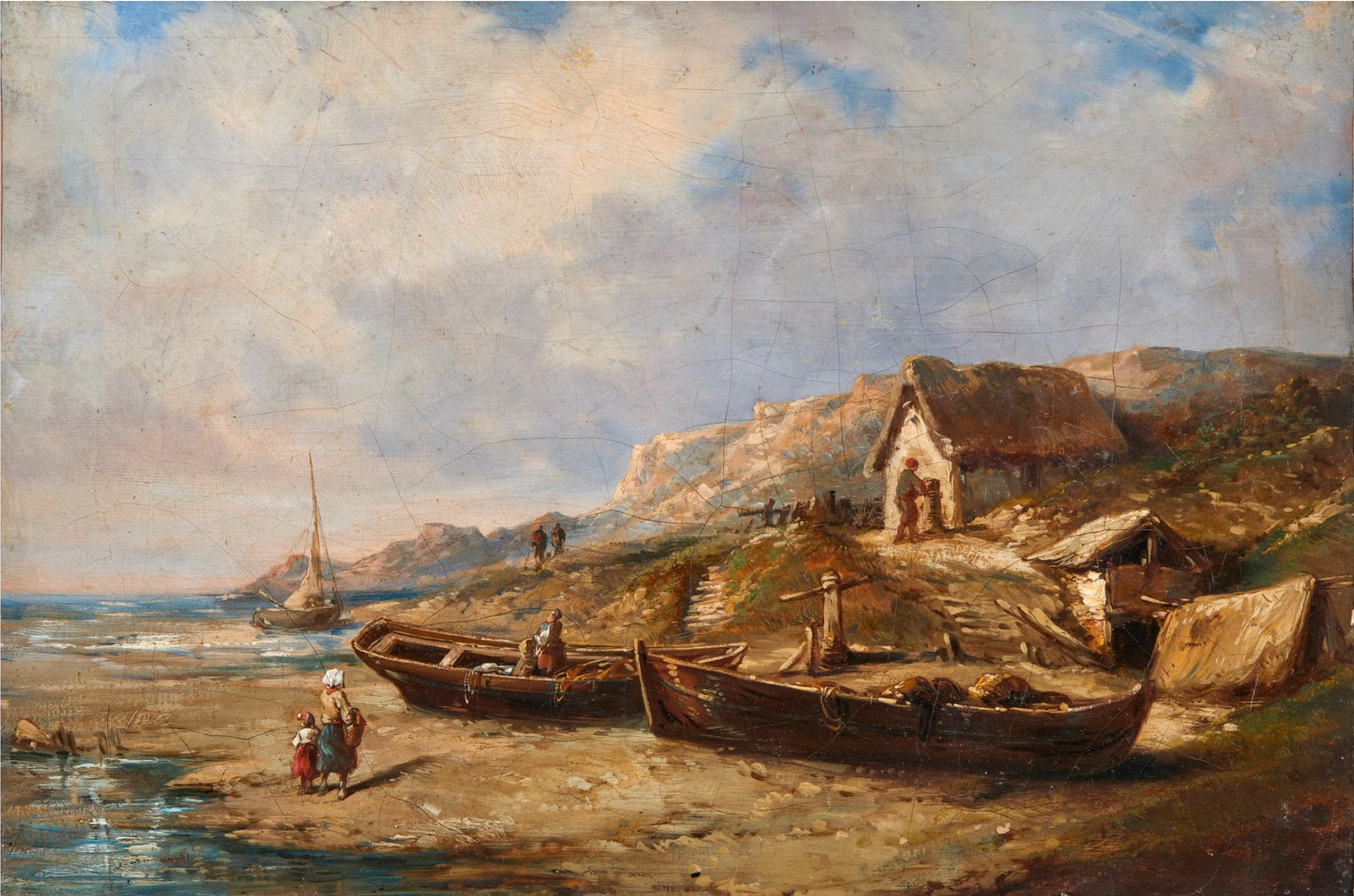
Marine avec personnages et bateaux.
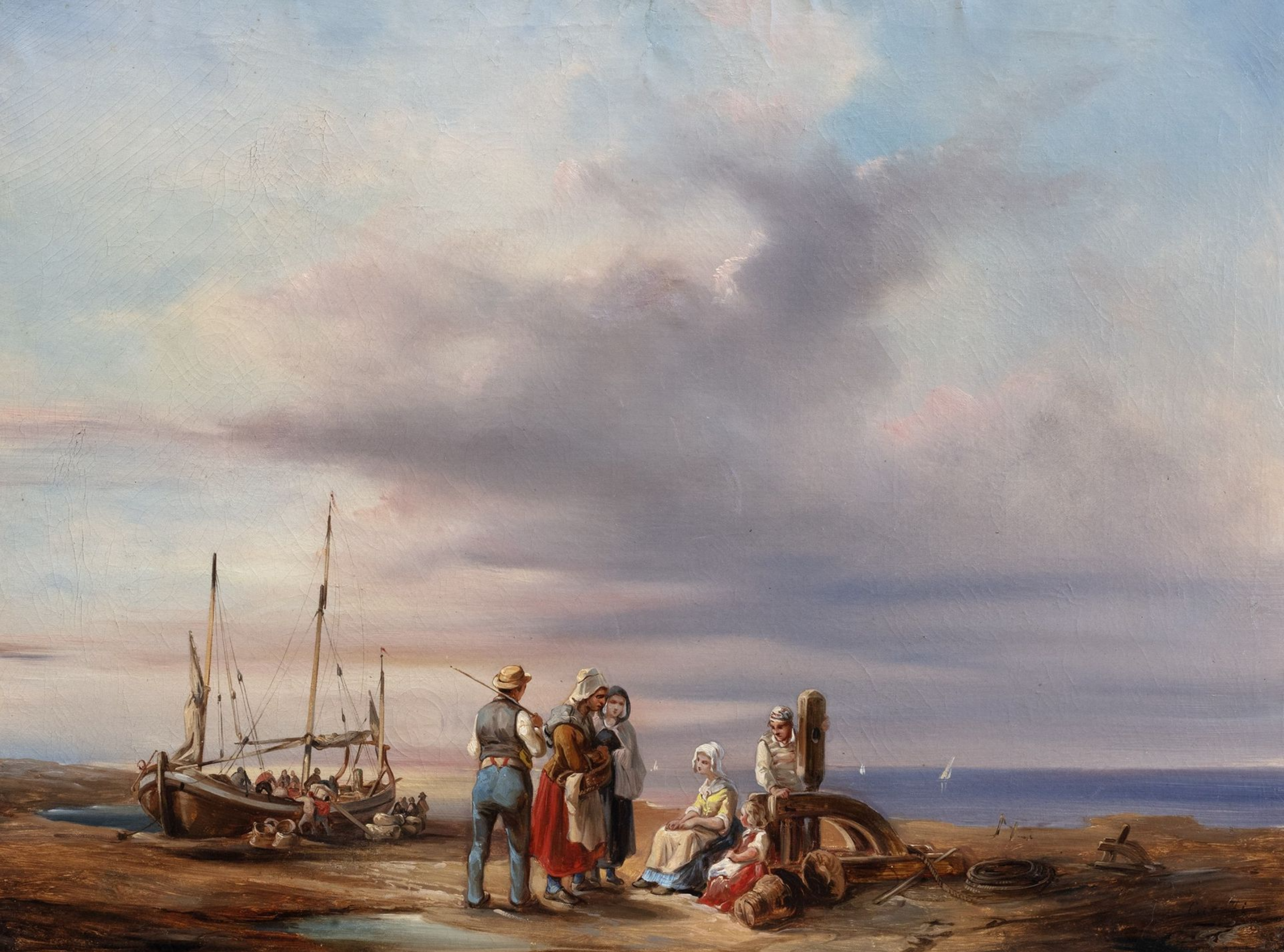
Marine.
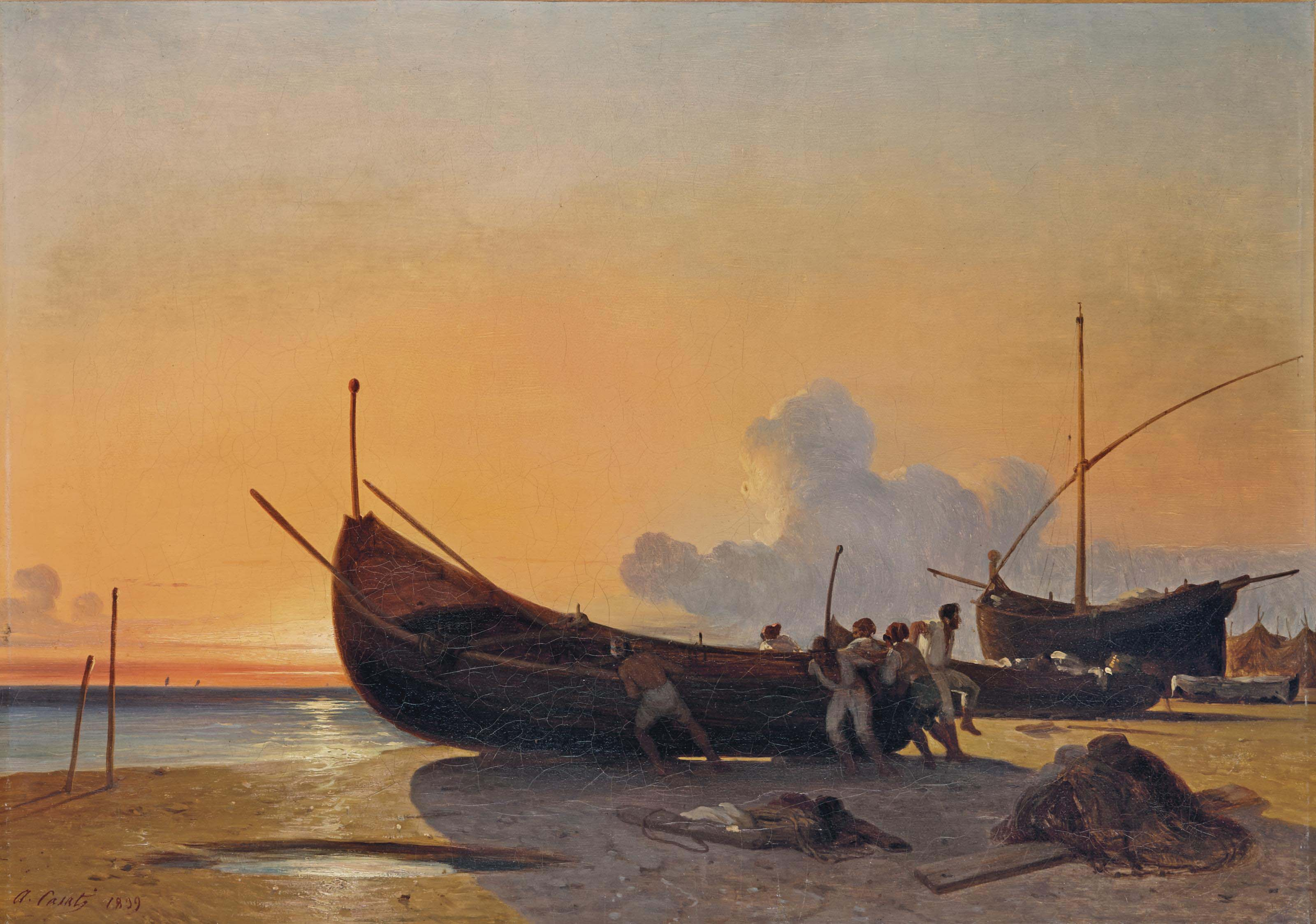
Pêcheurs poussant une barque.